# Segunda Divisão Espanhola de 2020–21
A Segunda Divisão Espanhola de 2020–21, também conhecida por motivos publicitários como La Liga SmartBank, foi a 90.ª edição do segundo nível do campeonato espanhol. Teve início em 12 de setembro de 2020 e terminou em 29 de maio de 2021.

## Sistema de competição
A Segunda Divisão Espanhola de 2020-21 é organizada pela Liga Nacional de Fútbol Profesional (LFP).
Como em temporadas anteriores, a competição é composta por uma equipe de 22 clubes em toda a Espanha. Seguindo um sistema de pontos corridos, as 22 equipes se confrontam em um formato de todos contra todos em jogos de ida e volta totalizando 42 partidas. A ordem dos jogos é decidida por sorteio antes do início da competição.
A classificação final é estabelecida de acordo com a soma dos pontos ganhos em cada confronto, três para uma vitória, um por um empate e nenhum em caso de derrota. Se duas equipes se igualarem em pontos no final do campeonato, os critérios para desempatar a classificação são os seguintes:
1. Saldo de gols no confronto direto.
2. Saldo de gols em todas as partidas do campeonato.

Se três ou mais equipes estiverem empatadas em pontos, os critérios de desempate são:
1. Melhor pontuação no confronto direto entre os clubes envolvidos.
2. Saldo de gols no confronto direto entre os clubes envolvidos.
3. Saldo de gols em todas as partidas do campeonato.
4. O maior número de golos marcados considerando todos os jogos do campeonato.
5. O melhor clube classificado nas escalas de fair play.

## Equipes

### Mudança de times
| Pos | Promovidos à Primeira Divisão |
| --- | ----------------------------- |
| 1º  | Huesca                        |
| 2º  | Cádiz                         |
| 6º  | Elche (Play-offs)             |

| Pos | Rebaixados da Primeira Divisão |
| --- | ------------------------------ |
| 18º | Leganés                        |
| 19º | Mallorca                       |
| 20º | Espanyol                       |

| Pos    | Promovidos da Terceira Divisão |
| ------ | ------------------------------ |
| 1º G.2 | UD Logroñés                    |
| 1º G.4 | Cartagena                      |
| 1º G.3 | Castellón                      |
| 3º G.3 | Sabadell                       |

| Pos | Rebaixados à Terceira Divisão |
| --- | ----------------------------- |
| 19º | Deportivo de La Coruña        |
| 20º | Numancia                      |
| 21º | Extremadura                   |
| 22º | Racing Santander              |

### Equipes participantes
| Equipe            | Cidade                     | Treinador                     | Estádio                       | Capacidade | Material Esportivo |
| ----------------- | -------------------------- | ----------------------------- | ----------------------------- | ---------- | ------------------ |
| Albacete          | Albacete                   | Francisco Noguerol (interino) | Carlos Belmonte               | 17.524     | Hummel             |
| Alcorcón          | Alcorcón                   | Juan Antonio Anquela          | Santo Domingo                 | 5.100      | Kappa              |
| Almería           | Almeria                    | Rubi                          | Juegos Mediterráneos          | 15.000     | Adidas             |
| Cartagena         | Cartagena                  | Luis Carrión                  | Cartagonova                   | 15.105     | Adidas             |
| Castellón         | Castelló de la Plana       | Sergi Escobar                 | Estadio Municipal de Castalia | 15.500     | Hummel             |
| Espanyol          | Cornellà de Llobregat      | Vicente Moreno                | RCDE Stadium                  | 40.000     | Kelme              |
| Fuenlabrada       | Fuenlabrada                | José Luis Oltra               | Fernando Torres               | 5.400      | Joma               |
| Girona            | Girona                     | Francisco                     | Montilivi                     | 13450      | Puma               |
| Las Palmas        | Las Palmas de Gran Canaria | Pepe Mel                      | Gran Canaria                  | 31.250     | Hummel             |
| Leganés           | Leganés                    | Asier Garitano                | Butarque                      | 12.450     | Joma               |
| UD Logroñés       | Logronho                   | Sergio Rodríguez              | Las Gaunas                    | 16.000     | Umbro              |
| Lugo              | Lugo                       | Rubén Albés                   | Anxo Carro                    | 7.070      | Kappa              |
| Málaga            | Málaga                     | Sergio Pellicer               | La Rosaleda                   | 30.044     | Nike               |
| Mallorca          | Palma de Maiorca           | Luis García Plaza             | Visit Mallorca Estadi         | 24.262     | Umbro              |
| Mirandés          | Miranda de Ebro            | José Alberto López            | Anduva                        | 5.759      | Adidas             |
| Ponferradina      | Ponferrada                 | Bolo                          | El Toralín                    | 8.400      | Adidas             |
| Rayo Vallecano    | Madrid                     | Andoni Iraola                 | Vallecas                      | 14.708     | Umbro              |
| Real Oviedo       | Oviedo                     | Cuco Ziganda                  | Carlos Tartiere               | 30.500     | Adidas             |
| Sabadell          | Sabadell                   | Antonio Hidalgo               | Nova Creu Alta                | 11.908     | Hummel             |
| Sporting de Gijón | Gijón                      | David Gallego                 | El Molinón                    | 30.000     | Nike               |
| Tenerife          | Santa Cruz de Tenerife     | Luis Miguel Ramis             | Heliodoro Rodríguez López     | 22.824     | Hummel             |
| Zaragoza          | Saragoça                   | Juan Ignacio Martínez         | La Romareda                   | 33.608     | Adidas             |

## Classificação
Atualizado em 30 de maio de 2021.
| Pos | Equipes           | Pts | J  | V  | E  | D  | GM | GS | SG  | Classificação ou rebaixamento                           |
| --- | ----------------- | --- | -- | -- | -- | -- | -- | -- | --- | ------------------------------------------------------- |
| 1   | Espanyol          | 82  | 42 | 24 | 10 | 8  | 71 | 28 | +43 | Promoção à La Liga de 2021–22                           |
| 2   | Mallorca          | 82  | 42 | 24 | 10 | 8  | 54 | 28 | +26 | Promoção à La Liga de 2021–22                           |
| 3   | Leganés           | 73  | 42 | 21 | 10 | 11 | 51 | 32 | +19 | Play-off de promoção                                    |
| 4   | Almería           | 73  | 42 | 21 | 10 | 11 | 61 | 40 | +21 | Play-off de promoção                                    |
| 5   | Girona            | 71  | 42 | 20 | 11 | 11 | 47 | 36 | +11 | Play-off de promoção                                    |
| 6   | Rayo Vallecano    | 67  | 42 | 19 | 10 | 13 | 52 | 40 | +12 | Play-off de promoção                                    |
| 7   | Sporting de Gijón | 65  | 42 | 17 | 14 | 11 | 37 | 28 | +9  |                                                         |
| 8   | Ponferradina      | 57  | 42 | 15 | 12 | 15 | 45 | 50 | –5  |                                                         |
| 9   | Las Palmas        | 56  | 42 | 14 | 14 | 14 | 46 | 53 | –7  |                                                         |
| 10  | Mirandés          | 54  | 42 | 14 | 12 | 16 | 38 | 41 | –3  |                                                         |
| 11  | Fuenlabrada       | 54  | 42 | 12 | 18 | 12 | 45 | 46 | –1  |                                                         |
| 12  | Málaga            | 53  | 42 | 14 | 11 | 17 | 37 | 47 | –10 |                                                         |
| 13  | Tenerife          | 52  | 42 | 13 | 13 | 16 | 36 | 36 | 0   |                                                         |
| 14  | Real Oviedo       | 52  | 42 | 11 | 19 | 12 | 45 | 46 | –1  |                                                         |
| 15  | Zaragoza          | 50  | 42 | 13 | 11 | 18 | 37 | 43 | –6  |                                                         |
| 16  | Cartagena         | 49  | 42 | 12 | 13 | 17 | 44 | 52 | –8  |                                                         |
| 17  | Alcorcón          | 48  | 42 | 13 | 9  | 20 | 32 | 42 | –10 |                                                         |
| 18  | Lugo              | 47  | 42 | 11 | 14 | 17 | 38 | 53 | –15 |                                                         |
| 19  | Sabadell          | 46  | 42 | 11 | 13 | 18 | 40 | 48 | –8  | Zona de rebaixamento à Primeira Divisão RFEF de 2021–22 |
| 20  | UD Logroñés       | 44  | 42 | 11 | 11 | 20 | 28 | 53 | –25 | Zona de rebaixamento à Primeira Divisão RFEF de 2021–22 |
| 21  | Castellón         | 41  | 42 | 11 | 8  | 23 | 35 | 54 | –19 | Zona de rebaixamento à Primeira Divisão RFEF de 2021–22 |
| 22  | Albacete          | 38  | 42 | 9  | 11 | 22 | 30 | 53 | –23 | Zona de rebaixamento à Primeira Divisão RFEF de 2021–22 |

### Confrontos
|                | ALB | ALC | ALM | CAR | CAS | ESP | FUE | GIR | LPA | LEG | LOG | LUG | MÁL | MLL | MIR | PON | RAY | ROV | SAB | SGI | TEN | ZAR |
| -------------- | --- | --- | --- | --- | --- | --- | --- | --- | --- | --- | --- | --- | --- | --- | --- | --- | --- | --- | --- | --- | --- | --- |
| Albacete       | —   | 0–1 | 1–2 | 2–0 | 0–1 | 0–3 | 1–2 | 0–2 | 1–1 | 0–0 | 1–1 | 1–1 | 1–1 | 0–1 | 1–0 | 0–2 | 2–1 | 1–1 | 3–0 | 0–1 | 0–2 | 1–0 |
| Alcorcón       | 1–2 | —   | 0–1 | 2–1 | 2–1 | 1–0 | 0–3 | 1–0 | 0–0 | 1–2 | 1–0 | 1–0 | 0–1 | 0–2 | 4–0 | 0–1 | 0–3 | 1–1 | 2–0 | 1–2 | 2–0 | 0–3 |
| Almería        | 1–1 | 0–0 | —   | 1–1 | 3–1 | 1–1 | 3–0 | 0–0 | 3–1 | 1–1 | 2–1 | 4–1 | 3–1 | 0–1 | 2–1 | 3–1 | 0–1 | 2–2 | 2–2 | 0–1 | 2–0 | 1–0 |
| Cartagena      | 3–1 | 2–1 | 3–2 | —   | 1–0 | 1–3 | 1–1 | 1–1 | 3–0 | 1–0 | 0–1 | 2–1 | 1–1 | 1–2 | 0–2 | 1–1 | 2–2 | 2–0 | 1–2 | 0–1 | 0–0 | 1–1 |
| Castellón      | 3–0 | 0–2 | 1–2 | 2–1 | —   | 1–3 | 1–2 | 0–1 | 4–0 | 2–0 | 0–0 | 0–1 | 0–1 | 1–0 | 0–1 | 0–2 | 0–2 | 1–0 | 2–1 | 2–0 | 0–1 | 1–0 |
| Espanyol       | 3–0 | 1–0 | 2–1 | 0–2 | 2–0 | —   | 4–0 | 1–2 | 4–0 | 2–1 | 4–0 | 2–1 | 3–0 | 0–0 | 2–0 | 2–0 | 2–3 | 1–1 | 1–0 | 2–0 | 0–1 | 2–0 |
| Fuenlabrada    | 1–0 | 0–0 | 1–1 | 2–1 | 1–1 | 1–1 | —   | 1–1 | 1–2 | 0–0 | 0–0 | 2–0 | 0–2 | 4–1 | 0–1 | 1–1 | 1–2 | 2–2 | 2–2 | 0–0 | 1–1 | 0–1 |
| Girona         | 2–1 | 1–0 | 0–1 | 2–1 | 2–1 | 1–0 | 0–1 | —   | 1–1 | 0–2 | 2–0 | 1–1 | 0–1 | 0–1 | 1–0 | 3–1 | 0–0 | 1–0 | 0–0 | 1–0 | 1–0 | 3–0 |
| Las Palmas     | 3–2 | 0–0 | 2–0 | 2–0 | 2–1 | 1–0 | 3–3 | 1–2 | —   | 2–1 | 2–1 | 6–1 | 1–1 | 1–1 | 0–2 | 2–0 | 1–1 | 1–2 | 0–1 | 3–2 | 1–0 | 0–2 |
| Leganés        | 3–1 | 1–0 | 2–1 | 3–1 | 0–0 | 2–0 | 0–2 | 0–1 | 1–0 | —   | 3–0 | 3–2 | 1–0 | 0–1 | 1–0 | 1–1 | 1–0 | 2–1 | 2–1 | 0–0 | 1–0 | 1–0 |
| UD Logroñés    | 2–0 | 1–0 | 1–0 | 0–1 | 1–1 | 0–3 | 1–0 | 1–4 | 0–1 | 0–1 | —   | 2–3 | 0–1 | 0–1 | 2–1 | 1–2 | 0–0 | 0–0 | 1–0 | 0–4 | 1–0 | 1–1 |
| Lugo           | 1–0 | 1–3 | 0–2 | 2–1 | 0–0 | 1–1 | 0–0 | 3–0 | 1–1 | 2–1 | 1–1 | —   | 0–1 | 0–1 | 2–1 | 1–0 | 1–0 | 0–0 | 0–1 | 0–0 | 2–0 | 2–2 |
| Málaga         | 2–0 | 1–0 | 0–3 | 1–2 | 3–0 | 0–3 | 0–1 | 0–1 | 0–0 | 1–2 | 0–0 | 2–2 | —   | 1–1 | 1–1 | 0–2 | 2–0 | 1–1 | 2–0 | 1–0 | 1–1 | 1–2 |
| Mallorca       | 0–0 | 2–0 | 2–0 | 2–1 | 3–1 | 1–2 | 2–3 | 1–0 | 0–1 | 1–0 | 4–0 | 2–0 | 3–1 | —   | 2–1 | 3–0 | 0–1 | 0–0 | 1–0 | 0–0 | 2–0 | 2–1 |
| Mirandés       | 0–2 | 0–0 | 1–1 | 4–1 | 1–1 | 2–2 | 2–1 | 3–3 | 2–0 | 0–0 | 0–1 | 0–0 | 1–0 | 0–0 | —   | 0–1 | 0–2 | 1–1 | 0–2 | 1–0 | 0–0 | 1–0 |
| Ponferradina   | 0–1 | 2–0 | 2–1 | 0–2 | 1–2 | 1–4 | 0–0 | 1–1 | 0–0 | 3–2 | 2–2 | 2–0 | 1–1 | 2–2 | 1–0 | —   | 3–0 | 1–0 | 0–3 | 2–2 | 1–0 | 2–1 |
| Rayo Vallecano | 2–2 | 2–1 | 0–1 | 0–0 | 2–1 | 1–0 | 2–0 | 2–1 | 2–0 | 1–1 | 2–1 | 0–1 | 4–0 | 1–3 | 0–1 | 1–1 | —   | 4–1 | 2–1 | 0–1 | 0–1 | 3–2 |
| Real Oviedo    | 0–1 | 1–1 | 1–2 | 0–0 | 4–0 | 0–2 | 1–1 | 0–1 | 0–0 | 1–3 | 2–3 | 3–1 | 1–0 | 2–2 | 1–1 | 1–1 | 0–0 | —   | 2–1 | 1–0 | 4–2 | 1–0 |
| Sabadell       | 0–0 | 1–1 | 1–2 | 1–1 | 1–1 | 0–1 | 1–2 | 2–2 | 3–1 | 1–0 | 0–0 | 1–1 | 1–2 | 1–0 | 0–2 | 2–0 | 2–0 | 0–1 | —   | 1–1 | 0–2 | 1–1 |
| Sporting Gijón | 0–0 | 0–0 | 0–2 | 0–0 | 1–0 | 1–1 | 2–1 | 2–0 | 1–0 | 1–1 | 1–0 | 1–0 | 1–0 | 2–0 | 1–2 | 2–1 | 1–1 | 0–1 | 3–1 | —   | 1–1 | 1–0 |
| Tenerife       | 2–0 | 3–1 | 0–1 | 3–0 | 1–1 | 0–0 | 1–1 | 2–0 | 1–1 | 0–0 | 0–1 | 1–1 | 2–0 | 0–1 | 1–2 | 1–0 | 1–0 | 2–2 | 1–2 | 1–0 | —   | 1–0 |
| Zaragoza       | 1–0 | 0–1 | 2–1 | 0–0 | 3–0 | 0–0 | 1–0 | 2–2 | 2–2 | 0–5 | 2–0 | 1–0 | 1–2 | 0–0 | 1–0 | 1–0 | 1–2 | 1–2 | 0–0 | 0–0 | 1–0 | —   |

| Vitória do mandante; Vitória do visitante; Empate. | Para partidas futuras, um "a" significa que há um artigo sobre a rivalidade entre as duas equipes. |

## Desempenho por rodada
Clubes que lideraram o campeonato ao final de cada rodada:
| Rodadas | Rodadas | Rodadas | Rodadas | Rodadas | Rodadas | Rodadas | Rodadas | Rodadas | Rodadas | Rodadas | Rodadas | Rodadas | Rodadas | Rodadas | Rodadas | Rodadas | Rodadas | Rodadas | Rodadas | Rodadas | Rodadas | Rodadas | Rodadas | Rodadas | Rodadas | Rodadas | Rodadas | Rodadas | Rodadas | Rodadas | Rodadas | Rodadas | Rodadas | Rodadas | Rodadas | Rodadas | Rodadas | Rodadas | Rodadas | Rodadas | Rodadas |
| ------- | ------- | ------- | ------- | ------- | ------- | ------- | ------- | ------- | ------- | ------- | ------- | ------- | ------- | ------- | ------- | ------- | ------- | ------- | ------- | ------- | ------- | ------- | ------- | ------- | ------- | ------- | ------- | ------- | ------- | ------- | ------- | ------- | ------- | ------- | ------- | ------- | ------- | ------- | ------- | ------- | ------- |
| 1       | 2       | 3       | 4       | 5       | 6       | 7       | 8       | 9       | 10      | 11      | 12      | 13      | 14      | 15      | 16      | 17      | 18      | 19      | 20      | 21      | 22      | 23      | 24      | 25      | 26      | 27      | 28      | 29      | 30      | 31      | 32      | 33      | 34      | 35      | 36      | 37      | 38      | 39      | 40      | 41      | 42      |
| ESP     | RAY     | SGI     | SGI     | ESP     | ESP     | ESP     | ESP     | ESP     | ESP     | ESP     | ESP     | ESP     | MLL     | MLL     | MLL     | MLL     | MLL     | ESP     | ESP     | ESP     | ESP     | MLL     | MLL     | MLL     | MLL     | MLL     | MLL     | MLL     | MLL     | ESP     | ESP     | ESP     | ESP     | ESP     | ESP     | ESP     | ESP     | ESP     | ESP     | ESP     | ESP     |

Clubes que ficaram na última posição do campeonato ao final de cada rodada:
| Rodadas | Rodadas | Rodadas | Rodadas | Rodadas | Rodadas | Rodadas | Rodadas | Rodadas | Rodadas | Rodadas | Rodadas | Rodadas | Rodadas | Rodadas | Rodadas | Rodadas | Rodadas | Rodadas | Rodadas | Rodadas | Rodadas | Rodadas | Rodadas | Rodadas | Rodadas | Rodadas | Rodadas | Rodadas | Rodadas | Rodadas | Rodadas | Rodadas | Rodadas | Rodadas | Rodadas | Rodadas | Rodadas | Rodadas | Rodadas | Rodadas | Rodadas |
| ------- | ------- | ------- | ------- | ------- | ------- | ------- | ------- | ------- | ------- | ------- | ------- | ------- | ------- | ------- | ------- | ------- | ------- | ------- | ------- | ------- | ------- | ------- | ------- | ------- | ------- | ------- | ------- | ------- | ------- | ------- | ------- | ------- | ------- | ------- | ------- | ------- | ------- | ------- | ------- | ------- | ------- |
| 1       | 2       | 3       | 4       | 5       | 6       | 7       | 8       | 9       | 10      | 11      | 12      | 13      | 14      | 15      | 16      | 17      | 18      | 19      | 20      | 21      | 22      | 23      | 24      | 25      | 26      | 27      | 28      | 29      | 30      | 31      | 32      | 33      | 34      | 35      | 36      | 37      | 38      | 39      | 40      | 41      | 42      |
| ALB     | ALB     | ALB     | GIR     | SAB     | SAB     | SAB     | SAB     | SAB     | ALC     | ALC     | ALC     | ALC     | ALC     | ALB     | ZAR     | ALB     | ALB     | ALB     | ALB     | ALB     | ALC     | ALC     | ALC     | CAS     | CAS     | ALB     | ALB     | ALB     | SAB     | ALB     | ALB     | ALB     | ALB     | ALB     | ALB     | ALB     | ALB     | ALB     | ALB     | ALB     | ALB     |

## Play-offs

### Esquema
|  | Semifinais     | Semifinais | Semifinais | Semifinais |   |                | Final | Final | Final | Final |
|  |                |            |            |            |   |                |       |       |       |       |
|  | Girona         | 3          | 0          | 3          |   |                |       |       |       |       |
|  | Almería        | 0          | 0          | 0          |   |                |       |       |       |       |
|  | Almería        | 0          | 0          | 0          |   | Rayo Vallecano | 1     | 2     | 3     |       |
|  |                |            |            |            |   | Rayo Vallecano | 1     | 2     | 3     |       |
|  |                | Girona     | 2          | 0          | 2 |                |       |       |       |       |
|  | Rayo Vallecano | Girona     | 2          | 0          | 2 | 3              | 2     | 5     |       |       |
|  | Rayo Vallecano |            |            |            |   | 3              | 2     | 5     |       |       |
|  | Leganés        | 0          | 1          | 1          |   |                |       |       |       |       |

### Semifinais

#### Jogos de ida
| 2 de junho de 2021 | Girona                                 | 3 – 0     | Almería | Montilivi, Girona                            |
| 21:00 (UTC+2)      | Bárcenas 2' · Yan Couto 5' · Sylla 65' | Relatório |         | Público: 1 500 Árbitro: Alejandro Muñiz Ruiz |

| 3 de junho de 2021 | Rayo Vallecano                      | 3 – 0     | Leganés | Vallecas, Madrid                         |
| 21:00 (UTC+2)      | Álvaro García 73' · Bebé 76', 90+4' | Relatório |         | Público: 1 500 Árbitro: Luis Mario Milla |

#### Jogos de volta
| 5 de junho de 2021 | Almería | 0 – 0     | Girona | Juegos Mediterráneos, Almeria |
| 21:00 (UTC+2)      |         | Relatório |        | Árbitro: Miguel Ángel Ortiz   |

| 6 de junho de 2021 | Leganés           | 1 – 2     | Rayo Vallecano                          | Butarque, Leganés                |
| 21:00 (UTC+2)      | Robert Ibáñez 11' | Relatório | 67' Sergio González · 80' Andrés Martín | Árbitro: José Antonio López Toca |

### Final

#### Jogo de ida
| 13 de junho de 2021 | Rayo Vallecano | 1 – 2     | Girona                    | Vallecas, Madrid                  |
| 21:00 (UTC+2)       | Isi Palazón 6' | Relatório | 41' Franquesa · 46' Sylla | Árbitro: Juan Luis Pulido Santana |

#### Jogo de volta
| 20 de junho de 2021 | Girona | 0 – 2     | Rayo Vallecano                 | Montilivi, Girona                   |
| 21:00 (UTC+2)       |        | Relatório | 7' Álvaro García · 45+1' Trejo | Árbitro: Javier Iglesias Villanueva |

## Estatísticas
Atualizado em 30 de maio de 2021.
| Pos. | Jogador          | Equipe            | Gols |
| ---- | ---------------- | ----------------- | ---- |
| 1    | Raúl de Tomás    | Espanyol          | 23   |
| 2    | Uroš Đurđević    | Sporting de Gijón | 22   |
| 3    | Umar Sadiq       | Almería           | 20   |
| 4    | Rubén Castro     | Cartagena         | 19   |
| 5    | Manu Barreiro    | Lugo              | 12   |
| 5    | José Corpas      | Almería           | 12   |
| 5    | Javi Puado       | Espanyol          | 12   |
| 8    | Sergio Araújo    | Las Palmas        | 11   |
| 8    | Stoichkov        | Sabadell          | 11   |
| 8    | Yuri             | Ponferradina      | 11   |
| 11   | Abdón Prats      | Mallorca          | 10   |
| 11   | Óscar Sielva     | Ponferradina      | 10   |
| 11   | Fran Sol         | Tenerife          | 10   |
| 11   | Cristhian Stuani | Girona            | 10   |

| Pos. | Jogador          | Equipe            | Assis. |
| ---- | ---------------- | ----------------- | ------ |
| 1    | Adri Embarba     | Espanyol          | 14     |
| 2    | Álvaro García    | Rayo Vallecano    | 9      |
| 3    | Marc Mateu       | Castellón         | 8      |
| 3    | Javi Puado       | Espanyol          | 8      |
| 5    | Pablo de Blasis  | Cartagena         | 7      |
| 5    | José Carlos Lazo | Almería           | 7      |
| 7    | Pierre Cornud    | Sabadell          | 6      |
| 7    | José Corpas      | Almería           | 6      |
| 7    | Pedro Díaz       | Sporting de Gijón | 6      |
| 7    | Álex Gallar      | Cartagena         | 6      |
| 7    | Gerard Gumbau    | Girona            | 6      |
| 7    | Iván Martín      | Mirandés          | 6      |
| 7    | Sergio Araújo    | Las Palmas        | 6      |

### Hat-tricks
| Jogador       | Para              | Contra       | Resultado | Data                   | Ref.   |
| ------------- | ----------------- | ------------ | --------- | ---------------------- | ------ |
| José Corpas   | Almería           | Fuenlabrada  | 3–0       | 24 de outubro de 2020  | [ 54 ] |
| Sekou Gassama | Fuenlabrada       | Alcorcón     | 3–0       | 8 de novembro de 2020  | [ 55 ] |
| Umar Sadiq    | Almería           | Ponferradina | 3–1       | 3 de janeiro de 2021   | [ 56 ] |
| Uroš Đurđević | Sporting de Gijón | UD Logroñés  | 4–0       | 6 de fevereiro de 2021 | [ 57 ] |
| Rober         | Las Palmas        | Lugo         | 6–1       | 1 de abril de 2021     | [ 58 ] |
| Javi Puado    | Espanyol          | Las Palmas   | 4–0       | 24 de abril de 2021    | [ 59 ] |